# Agrotis terranea
Agrotis terranea là một loài bướm đêm trong họ Noctuidae.